# Xã Mazeppa, Quận Wabasha, Minnesota
Xã Mazeppa (tiếng Anh: Mazeppa Township) là một xã thuộc quận Wabasha, tiểu bang Minnesota, Hoa Kỳ. Năm 2010, dân số của xã này là 717 người.